# Epinephelus octofasciatus
Epinephelus octofasciatus es una especie de peces de la familia Serranidae en el orden de los Perciformes.

## Morfología
• Los machos pueden llegar alcanzar los 130 cm de longitud total.

## Distribución geográfica
Se encuentra desde Somalia y Sudáfrica hasta el Japón, Australia y Nueva Zelanda.